# Kap Verde
Kap Verde (portugisiska: Cabo Verde), formellt Republiken Kap Verde, är en stat omfattande en ögrupp i Atlanten, omkring 500 kilometer väster om Kap Verdehalvön på afrikanska fastlandet.

## Historia
Öarna upptäcktes 1456 av portugisiska sjöfarare och var då obebodda. 1462 blev öarna en portugisisk koloni. Efter hand blev de handelscentrum för afrikanska slavar och senare en viktig bränsledepå för fartyg och flygplan.
Efter en tids befrielsekamp ledd av Afrikanska partiet för självständighet åt Guinea och Kap Verde (PAIGC) blev Kap Verde och Guinea-Bissau självständiga 1975. Till en början fanns en form av union mellan länderna, men efter en statskupp i Guinea-Bissau 1980 upplöstes unionen. Landets förste president, Aristides Pereira införde enpartisystem och styrde landet enväldigt fram till dess att flera partier tilläts deltaga i 1990 års val, Pereira besegrades i valet av oppositionsledaren António Mascarenhas Monteiro som tillträdde som ny president 1991. Efter detta har Kap Verde varit en av Afrikas mest stabila demokratier. Under senare hälften av 1900-talet drabbade upprepade torrperioder Kap Verde, och ledde till en stor emigration. Resultatet är att antalet utflyttade kapverdier är större än antalet som bor kvar.

## Geografi

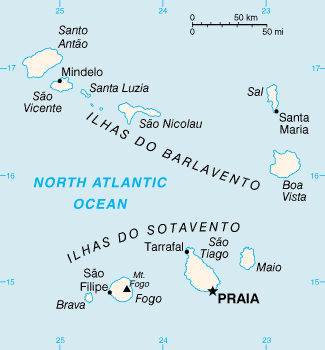
Kap Verde

Kap Verde har en sammanlagd landyta på drygt 4 000 km². Nio av de tio öarna är bebodda. Landets huvudstad Praia ligger på ön Santiago. 

### Topografi
De olika öarna som Kap Verde består av har alla sin speciella geografi, exempelvis är ön Santo Antão fylld av gröna dalar och berg, medan exempelvis ön Boa Vista (vacker utsikt) är relativt platt till karaktären. Dock är landet mestadels bergigt och klippigt, djupt ärrat av erosion och vulkanisk aktivitet. Landet når, med vulkanen Pico på ön Fogo, en högsta höjd på 2 829 meter över havet. Vid Picos senaste utbrott i april 1995 evakuerades tusentals människor från byarna närmast berget. Samtliga öar, förutom Sal, Boa Vista och Maio, reser sig brant och högt ur Atlanten. 
Kap Verdeörna delas in i två grupper, det nordliga Barlavento - öarna i lovart -  och det sydliga Sotavento - öarna i lä - efter deras läge i förhållande till de nordöstliga vindar som blåser mest hela tiden.

### Klimat
Klimatet tillhör halvökenklimatzonen Sahel. Det är varmt året runt, men lite mildare än på afrikanska fastlandet. Nederbördsmängden är liten och oregelbunden och faller huvudsakligen under augusti-oktober. Den torra, dammiga vinden harmattan blåser med jämna mellanrum. Öarna är vulkaniskt och seismiskt aktiva.
Även om temperaturen tidvis kan vara ganska hög så blåser det ofta en sval bris på de flesta öar. Det tropiska klimatet har två årstider, den torra från november till juli och den fuktiga och varmaste från augusti till oktober.
|                                            | Jan | Feb | Mar | Apr | Maj | Jun | Jul | Aug | Sep | Okt | Nov | Dec |
| ------------------------------------------ | --- | --- | --- | --- | --- | --- | --- | --- | --- | --- | --- | --- |
| Normaldygnets maximitemperaturs medelvärde | 25  | 25  | 26  | 26  | 26  | 27  | 28  | 30  | 30  | 30  | 28  | 26  |
| Normaldygnets minimitemperaturs medelvärde | 19  | 19  | 20  | 20  | 20  | 22  | 23  | 24  | 25  | 23  | 22  | 21  |
|                                            |     |     |     |     |     |     |     |     |     |     |     |     |
| Nederbörd                                  | 3   | 7   | 1   | 5   | 0   | 3   | 5   | 15  | 73  | 16  | 7   | 10  |

| Diagram | temperaturer i °C • månadsnederbörd i mm | temperaturer i °C • månadsnederbörd i mm | temperaturer i °C • månadsnederbörd i mm | temperaturer i °C • månadsnederbörd i mm | temperaturer i °C • månadsnederbörd i mm | temperaturer i °C • månadsnederbörd i mm | temperaturer i °C • månadsnederbörd i mm | temperaturer i °C • månadsnederbörd i mm | temperaturer i °C • månadsnederbörd i mm | temperaturer i °C • månadsnederbörd i mm | temperaturer i °C • månadsnederbörd i mm | temperaturer i °C • månadsnederbörd i mm |
|         | 3 25 19                                  | 7 25 19                                  | 1 26 20                                  | 5 26 20                                  | 0 26 20                                  | 3 27 22                                  | 5 28 23                                  | 15 30 24                                 | 73 30 25                                 | 16 30 23                                 | 7 28 22                                  | 10 26 21                                 |

### Miljöproblem
Några av Kap Verdes miljöproblem är avskogning med åtföljande jorderosion, utrotningshotade fågel- och reptilarter, illegal borttagning av sand från stränderna och överfiskning.

## Styre och politik

### Administrativ indelning
Kap Verde är indelat i 22 kommuner (concelhos): Boa Vista, Brava, Maio, Mosteiros (Fogo), Paul (Santo Antão), Praia (Santiago), Porto Novo (Santo Antão), Ribeira Grande (Santo Antão), Ribeira Grande de Santiago (Santiago),  Sal, Santa Catarina (Santiago), Santa Catarina do Fogo (Fogo) Santa Cruz (Santiago), São Domingos (Santiago), São Filipe (Fogo), São Lourenço dos Órgãos (Santiago), São Salvador do Mundo (Santiago), São Miguel (Santiago),  São Nicolau, São Vicente, Tarrafal (Santiago) och Tarrafal de São Nicolau (São Nicolau).

### Försvar
Kap Verdes försvarsmakt består av ett nationalgarde och en kustbevakning. Sammanlagt har landet cirka 1 000 soldater, av vilka 800 tillhör nationalgardet. Det finns inget flygvapen, men de två försvarsgrenarna har flygförband. Militärens uppgift består i terrorismbekämpning, bekämpning av narkotikasmuggling, katastrofhjälp och gränsbevakning till sjöss. År 2009 använde landet 0,5 % av BNP på militärutgifter.

## Ekonomi och infrastruktur
Kap Verdes ekonomi är beroende av pengar som sänds till hemlandet av gästarbetare i utlandet samt internationellt bistånd. Landet har få naturresurser samt brist på färskvatten. Ekonomin är tjänstebaserad och handel, transport och turism utgör en stor del av BNP. Över 80% av maten måste importeras. Regeringen genomför ekonomiska reformer som syftar till att utveckla den privata sektorn och locka utländska investerare. En tredjedel av befolkningen lever under fattigdomsstrecket. Sedan början av 1990-talet har dock ekonomin sakta vuxit kontinuerligt.

### Näringsliv

#### Energi och råvaror
Nästan all elektricitet produceras av fossila bränslen, men det finns en liten andel vindkraft.
Landets främsta naturtillgångar är salt, basalt, kalksten, porslinslera och fisk.

### Infrastruktur

#### Transporter
Mindelo, Praia och Tarrafal är Kap Verdes tre hamnstäder.
Kap Verdes lokala flygbolag, Cabo Verde Airlines (TACV), betjänar landets sex flygplatser, samt opererar med plan till utlandet. Kap Verdes internationella flygplats ligger på Sal.
Kap Verde har 1 100 kilometer väg, där 858 kilometer är asfalterad. I landet finns det ingen järnväg.
Accepterar internationella körkort enligt Geneva Convention on Road Traffic (år 1949) och Viennas Convention on Road Traffic (år 1968).

#### Utbildning och forskning
| Läs- och skrivkunnighet      | 2015   | 2021   |
| ---------------------------- | ------ | ------ |
| Andel av befolkningen >15 år | 87,6 % | 90,8 % |

Vid sju års ålder börjar den obligatoriska grundskolan. Den fortsätter till 13 års ålder. Lågstadiet,  Instrução Primária, varar från 7 års ålder till 11 år och nästa stadium, Escola Preparatória, varar från 11 års ålder till 13 år. När sekundärskolan börjar kan man välja mellan fyra linjer, liceus, som omfattar tre års allmän utbildning eller en förberedande universitetskurs som varar i två år. Primärskolan fullföljs av nästan alla barn. Ungefär två tredjedelar av barnen börjar sekundärskolan, fler flickor än pojkar. Det finns två universitet i landet varav ett är statligt och ett är privat.

## Befolkning

### Demografi

#### Minoriteter
De flesta invånarna på Kap Verde är ättlingar till vita portugisiska nybyggare och svarta afrikanska slavar. Europeiska förfäder inkluderar också spanska och italienska sjömän som fick tilldelat land på öarna av Portugal. Dessutom har Kap Verde befolkats av nederländska, engelska, franska, arabiska, amerikanska och brasilianska immigranter, samt av kineser från Macau. Alla dessa ingår i det som omtalas som mestiçobefolkningen, det vill säga personer med både europeisk och icke-europeisk härkomst.[källa behövs]

#### Migration
De flesta portugiserna flyttade från Kap Verde i samband med att landet fick sin självständighet.
Många kapverdier bor utomlands. Det finns stora kapverdiska samhällen i USA (500 000), Portugal (80 000) och Angola (45 000). Det finns också ett större antal av dem i São Tomé och Príncipe, Senegal, Brasilien, Guinea-Bissau, Frankrike, Spanien och i Nederländerna.

### Språk
Kap Verdes officiella språk är portugisiska, och det är det språk som används vid skolundervisningen. Dessutom är kreol, ett språk som är en blandning av portugisiska och västafrikanska ord, utbrett i det dagliga livet. Det finns många varianter av kreol på Kap Verde, och skillnaden mellan varianterna kan vara betydande mellan de olika öarna.
Det har efter självständigheten kommit en del litteratur på de olika kreolspråken, speciellt på bádiu som talas på huvudstadsön Santiago och São Vicentes zoncentrum. Det kreolska språkets prestige har ökat, och en organisation jobbar för att göra Santiagos version av kreol till landets officiella språk. Skillnaden mellan de kreolska språken på de olika öarna har dock varit ett stort hinder för en förändring.[källa behövs]

### Religion
De flesta invånarna (93,2 %) tillhör den katolska kyrkan, men tron har påverkats av lokala traditioner. 6,8 % av invånarna är protestanter.
De första katolska prästerna kom till öarna år 1462. Franciskanerna kom år 1466, och år 1532 upprättades ett biskopsdöme, Santiago de Cabo Verde, som också omfattade den afrikanska kusten mellan Gambiafloden och Kap Palmas. Jesuiterna verkade där mellan 1604 och 1642, och år 1656 kom de första kapucinerna. 2006 var är de flesta prästerna antingen kapverdier eller goaneser. Ett nytt biskopsdöme, Mindelo, upprättades år 2003 och omfattar den nordliga öststräckan (Barlavento).
Protestanterna utgör en liten minoritet. De flesta är nazarenare, som inledde sitt missionsarbete där 1903. Adventisterna etablerade en kyrka på öarna år 1935. Jesu Kristi Kyrka av Sista Dagars Heliga (Mormonerna) etablerades 1989 och har enligt senaste räkning 11 898 medlemmar.

### Övriga befolkningsdata
Den senaste officiella folkräkningen genomfördes den 16 juni 2010, då folkmängden uppgick till 491 575 invånare.

## Kultur
Kap Verdes kultur reflekterar landets portugisiska och afrikanska rötter. 

### Konstarter

#### Musik och dans
Kända musikformer är morna och kizomba. Morna är en kapverdisk musikform i samma genrer som portugisisk fado, brasiliansk modinha och argentinsk tango. Texterna är som regel på criol och instrumenten som används är klarinett, cavaquinho, dragspel, fiol, piano och gitarr. Kizomba kännetecknas av romantiska låtar med afrikanska rytmer. Några av landets största artister är Cesária Évora och Lura.[källa behövs]

## Internationella rankningar
| Organisation                                | Undersökning                   | Bedömning                                   | Rankning   |
| ------------------------------------------- | ------------------------------ | ------------------------------------------- | ---------- |
| Heritage Foundation/The Wall Street Journal | Ekonomisk frihet-index 2019    | 63,1 (Moderately free; 100 är bäst)         | 73 av 180  |
| Reportrar utan gränser                      | World Press Freedom Index 2019 | 19,81 (0 är bäst)                           | 25 av 180  |
| Transparency International                  | Korruptionsindex 2018          | 57 (0 är väldigt korrupt, 100 väldigt rent) | 45 av 180  |
| FN:s utvecklingsprogram                     | Human Development Index 2018   | 0,651 - Medium human development            | 126 av 189 |
| The Economist                               | Demokratiindex 2018            | 7,88 - Flawed democracy (10 är bäst)        | 26 av 167  |

## Bilder

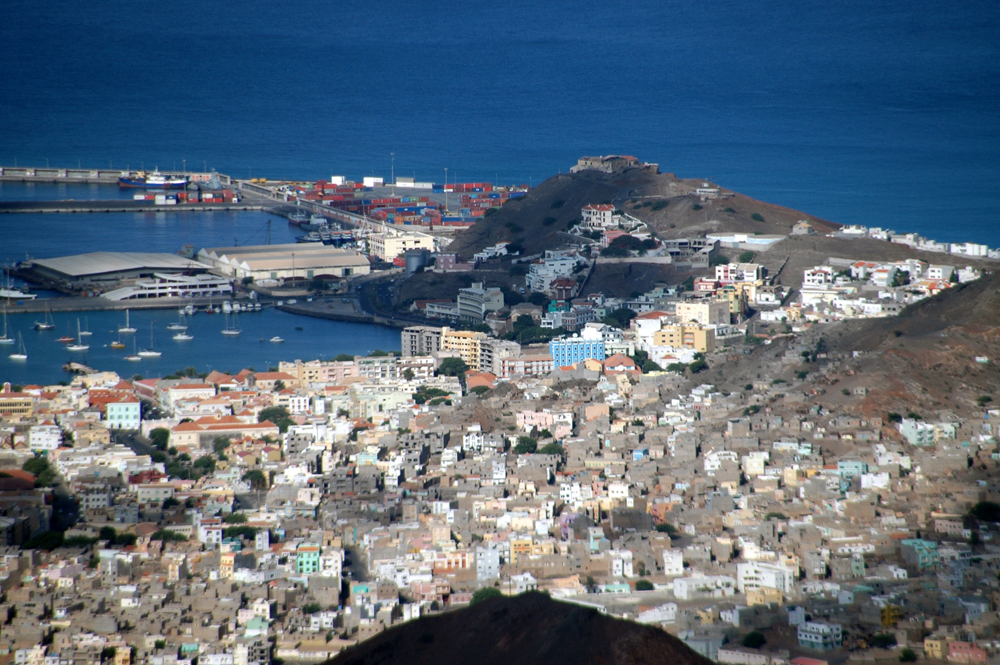
Staden Mindelo och hamnen Porto Grande sedd från toppen av Monte Verde, ön Sāo Vicente.
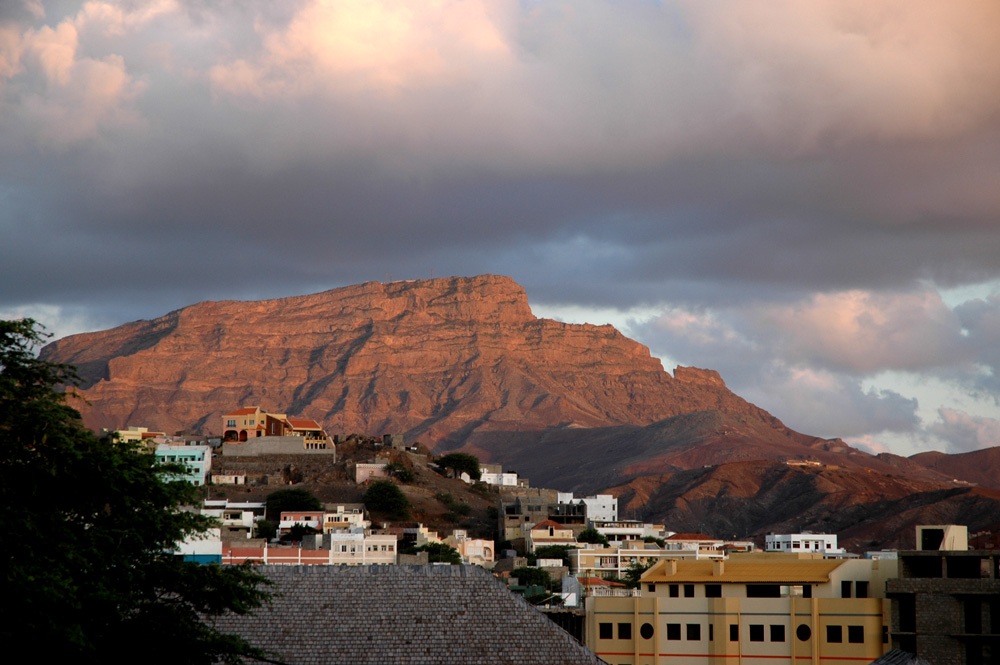
Monte Verde – 750 meter över havet. Ön Sāo Vicente.
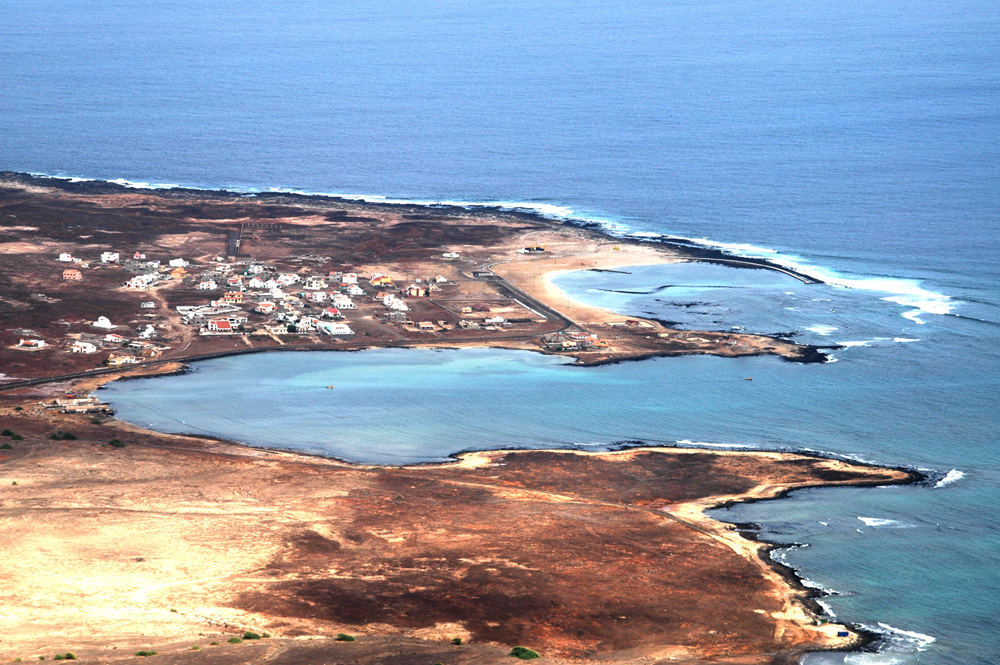
Baia Das Gatas – en liten by som invaderas av tiotusentals besökare under augusti-musikfestivalen. Ön Sāo Vicente.
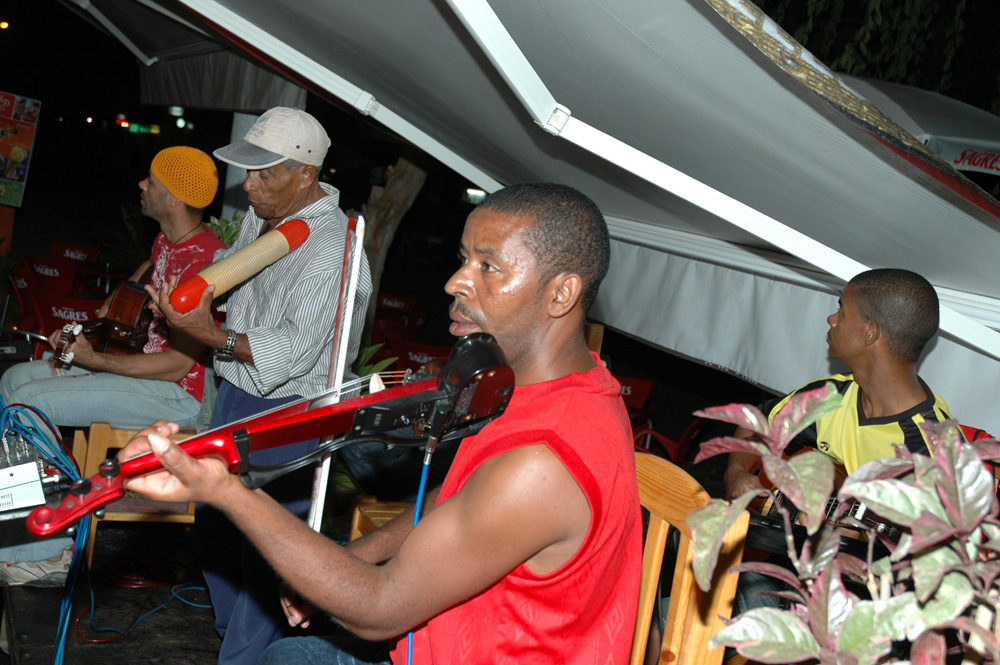
En typisk kapverdisk musikgrupp. Santa Maria, ön Sal.
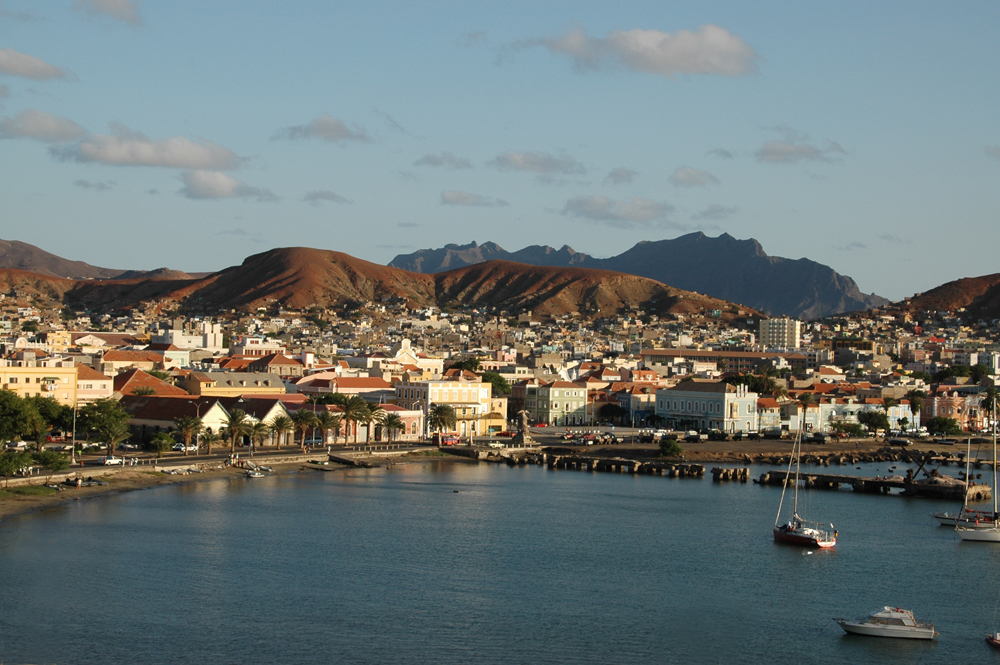
Hamnen Porto Grande och staden Mindelo. Ön Sāo Vicente.
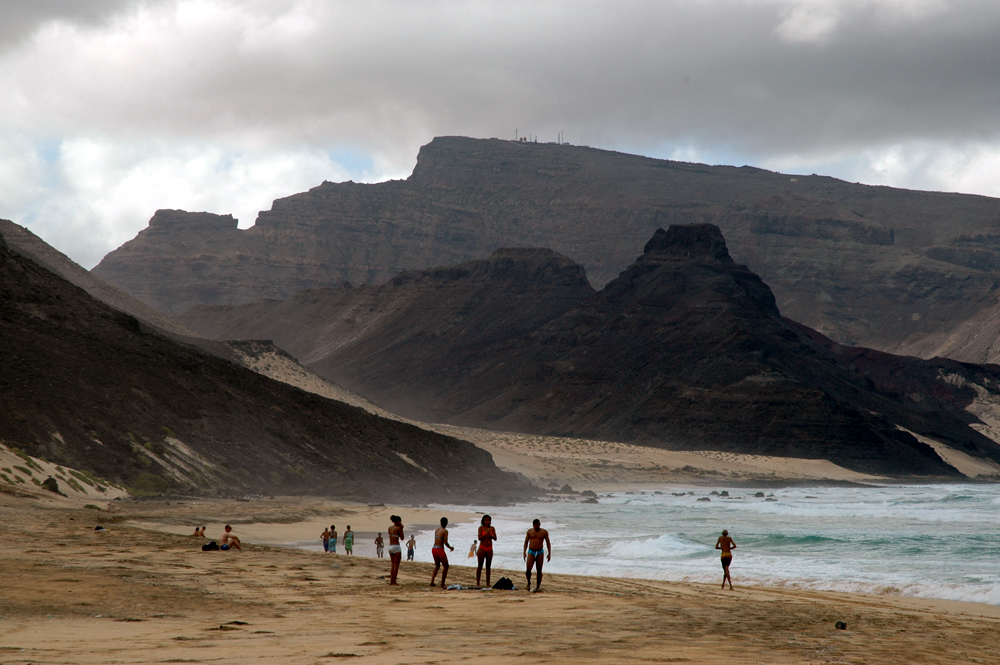
Praia Grande, östra delen av ön Sāo Vicente.